# Michał Konarski (wojewoda pomorski)
Michał Konarski (ur. ok. 1557, zm. 29 kwietnia 1613) – królewski sekretarz, wojewoda pomorski.

## Życiorys
Był synem starosty białoborskiego i hamersztyńskiego Feliksa Konarskiego oraz jego żony Barbary z Żelisławskich, bratem Dawida – opata oliwskiego, i Stanisława – wojewody malborskiego. W 1581 był królewskim sekretarzem i brał udział w wyprawie Stefana Batorego na Psków. 
W 1583 uczestniczył w pielgrzymce do Ziemi Świętej Mikołaja Radziwiłła "Sierotki". Podczas tej wyprawy został pasowany na Rycerza Grobu Świętego. Zachowała się relacja mówiąca o tym, że niedaleko Jerozolimy Konarski wdał się w awanturę z bijatyką, w wyniku czego interweniować musiała eskorta karawany. Niebawem oddzielił się od reszty pielgrzymów (którzy odwiedziwszy Jerozolimę, kierowali się do Egiptu), by przez Trypolis wrócić do kraju.
Po powrocie, 1585 otrzymał starostwa białoborskie i hamersztyńskie. 1600 przeszedł z luteranizmu na katolicyzm. W maju 1601 jako poseł do Chrystiana IV starał się pozyskać pomoc duńską dla Polski przeciwko Karolowi Sudermańskiemu. 1602 został ochmistrzem dworu królewicza Władysława i otrzymał godność kasztelana gdańskiego. Jako kasztelan po raz pierwszy zasiadł w Radzie Pruskiej na sejmiku generalnym 1603.
Na sejmie 1605 wygłosił wotum, w którym popierał wprawdzie wyprawy Zygmunta III do Szwecji, ale zarazem usilnie radził królowi ufortyfikować nadmorskie miasta pruskie i wystawić silną flotę. Następnie przewodniczył deputacji złożonej z 3 posłów Prus Królewskich oraz reprezentantów Gdańska, Torunia i Elbląga, wybranej 11 lutego 1605, która udała się do kanclerza Jana Zamoyskiego, by prosić go o wstawiennictwo u tronu w sprawie zachowania przywilejów pruskich przy rozdawnictwie starostw i wakansów. W grudniu 1605, podczas ślubu i wesela Zygmunta III z Konstancją, Konarski występował jako protektor i opiekun miast pruskich. On też udzielił 13 grudnia 1605 przychylnej odpowiedzi burmistrzowi Torunia, Jakubowi Koye, w sprawie popierania interesów miast pruskich u króla. Konarski został również ochmistrzem dworu królowej Konstancji.
Podczas sejmu 1606 wypowiadał się za nadaniem lenna pruskiego elektorowi Joachimowi Fryderykowi, uważając, że pomoc Brandenburgii jest niezbędna dla planowanej wyprawy królewskiej do Szwecji. Za udział w tajnej radzie senatu 13 kwietnia 1606 był atakowany w publicystyce rokoszowej.
Przed 3 czerwca 1606 został kasztelanem chełmińskim, a przed końcem 1611 wojewodą pomorskim. Posiadał także starostwo kiszewskie (od 1607), malborskie (od 1611) i grudziądzkie (od 1612).
Ożeniony z Dorotą z Rembowskich, miał z nią synów: Mirosława, Samuela, Stanisława Kazimierza i córki: Teresę Erdmundę, wydaną w 1600 za Reinholda Heidensteina, Helenę, żonę Andrzeja Łaszewskiego, i Katarzynę, żonę Andrzeja Zaleskiego. 